# Юри Буков
Юри Георгиев Буков е български и натурализиран френски класически пианист, сред големите пианисти в Европа, наричан Рубинщайн на България.
Отраснал в София, 15-годишен заминава да учи в Париж (1938), става френски гражданин през 1964 г.

## Биография
Роден е в семейство на морски офицер инженер и певица (рускиня) в София на 1 май 1923 г. Ученик е на проф. Андрей Стоянов в София и на проф. Ив Нат в Париж.
От 1947 г. започва кариера като солист в Западна Европа. Изнася концерти и рецитали на всички континенти. Записва повече от 30 албума за разни звукозаписни компании. Участва в международни конкурси в Западна Европа: „М. Лонг – Ж. Тибо“ (Париж, 1949), Л. Дьемер (Женева, 1951), „Кралица Елизабет II“ (Брюксел, 1952), както и в поне 5-6 фестивални издания в родния Пловдив.
Юри Буков разнася славата на България по света и съдейства за развитието на българо-френските отношения.
Награден е от президента Георги Първанов с най-високото българско отличие – орден „Стара планина“ I степен, през 2003 г.. Удостоен е с почетните звания „Заслужил артист на България“ (1967) и „Народен артист на България“ (1973), лауреат е на Димитровска награда (1969).
Умира в дома си на 7 януари 2006 г. в Ньой сюр Сен край Париж. Поклонението му се състои в църквата „Сен-Рош“ (Saint-Roch) на 12 януари с.г., погребан е в семейната гробница в село Бодинар сюр Вердон (Baudinard-sur-Verdon) в Югоизточна Франция, регион Прованс – Алпи – Лазурен бряг, департамент Вар. Оставя съпругата Евлин (Evelyne Boukoff) – певица и романистка, и децата Жорж (Georges Boukoff) и Яна (Yana Boukoff) – също музиканти.

## Памет
На Юри Буков е наречена улица в квартал „Гърдова глава“ в София (Карта).

## Дискография
Творби за пиано
- Bach, Concerto italien, BWV 971; Fantaisie chromatique et fugue, BWV 903, Prélude et fugue, BWV 894; Sonate et Partita, BWV 1004; choral „Jésus, que ma joie demeure“ extr. cantate BWV 147 (1970, LP MET2599.005)
- Beethoven, Sonates „Appassionata“, „Pathétique“ et „Clair de lune“ (1960, LP Philips GO3059L)
- Chopin, Sonate pour piano n°3, Fantaisie opus 49, Berceuse (LP CBS)
- Chopin, 14 valses (CBS)
- Chopin, Polonaises (Westminster Records) Première Mondiale, version complète
- Liszt, Rhapsodies hongroises n° 2 et 12; Caprices poétiques n° 2 et 3 (1955, LP Philips A76706R / Fontana 675.404 KR)
- Liszt, récital: Sonate pour piano en si mineur; Dante Fantaisie; Funeraille; Méphisto Valse (Amadeus production)
- Liszt, Après Une Lecture de Dante; Fantasia Quasi Sonata; Sonnet de Pétrarque n° 104 Rhapsodie hongroise n° 11 et 12; Polonaise n° 2 (LP CBS S 61223 / Bourg records BG 3006)
- Moussorgski, Les Tableaux d'une exposition (LP Philips / CBS S 61163)
- Prokofiev, Sonates pour piano – Intégrale (Westminster Records) Première mondiale
- Balakirev, Prokofiev, Rachmaninoff, Scriabine et Khatchaturian: pièces pour piano (1953, LP Philips A76700R)
- Anthology of Russian music: Moussorgski, Tchaïkovski (Adda Records)
- Schumann, Études symphoniques, op. 13; Fantaisie, op. 17 (1980, LP Philips MET2599.015)

Камерна музика
- Franck, Sonate pour violon et piano; Ravel, Sonate, Tzigane – Nell Gotkovsky, violon (1976, LP RCA „Red Seal“ FRL10120)
- Saint-Saëns, Sonates pour piano et violon – Nell Gotkovsky, violon (1975, RCA)
- Richard Strauss, Sonates pour piano, violon et violoncelle (1980, LP Adda Records)

Концерти
- Beethoven, concerto pour piano n° 5 „Empereur“ – Georges Prêtre (1962, CC 507 B 13061)
- Beethoven, concerto pour piano n° 5 „Empereur“ – Orchestre Colonne, dir. Pierre Dervaux (Pathé Marconi/Ducretet Thomson KLTC 99)
- Beethoven, Concerto pour piano n° 5; Fantaisie pour piano, avec chœur et orchestre (Amadeus production)
- Grieg, Concerto pour piano – Orchestre philharmonique de Londres, dir. Artur Rodziński (LP Westminster Records PWN 253 / P 253)
- Khatchaturian, Concerto pour piano n° 1 – Orchestre de la Résidence de La Haye, dir. Willem van Otterloo (1958, Philips)[8]
- Liszt, Concertos pour piano n° 1 et 2 – Orchestre symphonique de Vienne, dir. László Somogyi (1958, LP Philips 836.210 VZ / Fontana 700.037 WGY)
- Liszt, Concertos pour piano n° 1 et 2 – Orchestre philharmonique de Sofia, dir. Constantin Iliev (LP CBS 75970)
- Menotti, Concerto pour piano en fa majeur – Orchestre de la Société des concerts du Conservatoire, dir. André Cluytens (1952, Pathé Marconi/EMI) Première mondiale
- Tchaïkovski, Concerto pour piano n° 2 – Orchestre des concerts du Conservatoire, dir. Ljubomir Romansky (1970, Le Club français du disque 314)
- Tchaïkovski, Concerto pour piano n° 2 (Musidisc)
- Rachmaninoff: Concerto pour piano n° 2; Tchaïkovski, Concerto pour piano n° 1 – Orchestre symphonique de Vienne, dir. Jean Fournet (LP Philips L 09009 L / Fontana 6598 898)

Други записи
- Le piano que vous aimez (Philips)
- Récital musique Russe n° 1 (Amadeus production)
- Récital musique russe n° 2 (Amadeus production)
- Récital Bach, 3 sonates pour piano, violon et violoncelle (Amadeus production)